# 拜拉特夜
拜拉特夜（阿拉伯语：‎，波斯語：‎，波斯语意为“明亮之夜”）是穆斯林的主要节日之一，为伊斯兰历第八个月（舍尔邦月）的第15晚（14日至15日之间的晚上）。拜拉特夜从舍尔邦月14日的日落开始，到次日黎明结束。不同的文化对拜拉特夜有不同的称呼，不同的国家庆祝这一夜的方式也各不相同。拜拉特夜与什叶派庆祝的马赫迪诞辰在同一天，但纪念拜拉特夜的来源并非马赫迪的诞辰，而是另有来源。

## 引用
1. ↑  . IslamicFinder.   [17 March 2022]. （原始内容存档于2021-12-29）.